# 山西承宣
山西承宣（越南语：／），是後黎朝十三承宣之一，西接兴化承宣、北連宣光承宣、太原承宣，東鄰京北承宣、奉天府、山南承宣，南鄰清華承宣。

## 建制沿革
黎初時山西承宣屬西道所轄。
黎聖宗光順七年（1466年），設立國威承宣。光順十年（1469），改稱山西承宣。洪德二十一年（1490年）四月，黎聖宗下令繪製各承宣地圖（劃定版圖），各承宣改題為「處」，山西承宣為山西處，洪順以後各處以軍事為重，山西處改稱山西鎮。
南北朝時山西鎮屬莫朝所領。
西山朝、阮初時山西鎮屬北城所轄，至阮朝明命十二年（1831年）北城撤鎮設省，山西鎮將國威府慈廉縣改入河內省懷德府、沱陽府三農縣改劃興化省，其餘改為山西省。

## 行政區劃
山西承宣轄6府24縣
- 國威府轄寧山縣、石室縣、丹鳳縣、慈廉縣、福祿縣5縣
- 廣威府轄明義縣、美良縣2縣
- 三帶府轄扶寧縣、安樂縣、立石縣、白鶴縣、安朗縣、新豐縣6縣
- 臨洮府轄山圍縣、清波縣、夏華縣、華溪縣4縣
- 沱陽府轄不拔縣、三農縣2縣[2]
- 端雄府轄西蘭縣、當道縣、山陽縣、東蘭縣、三陽縣5縣